# S.W.A.T. (テレビドラマ)
『S.W.A.T.』は、2017年11月2日からCBSで放送がスタートしたアメリカ合衆国のテレビドラマシリーズ。1975年にABCで放送されたTVドラマ『特別狙撃隊S.W.A.T.』のリブート版である。多発する凶悪事件に立ち向かうロサンゼルス市警察所属の特殊武装戦術部隊S.W.A.T.チームの活躍を描いたポリスアクション。2018年にシーズン2、2019年にシーズン3が放送された。
日本ではスーパー!ドラマTVで、シーズン1が2018年6月22日から放送された。シーズン2は同じくスーパードラマTVで、2019年6月28日から放送が開始された。以降新シーズンが日本にて放送・配信される際はスーパー!ドラマTVでの放送が初出しとなるのが通例となっている。なお、シーズン3第13話では日本が舞台となる。13話のタイトルは「液体らしく」をローマ字綴りにした「Ekitai Rashku」で綴りが間違っているのだが、これは英語発音では日本語の〝し〟が発音しづらかったことに起因している。
その後も、視聴者数がそれほど減っていないにもかかわらず、制作費の問題などから2023年5月8日に同年5月18日に最終回を迎えるシーズン6をもって打ち切られることが発表された。しかし、それがシーズン7の制作を仄めかしたCBSによる一方的な決断であったが、あまりに唐突であったため主演のシェマー・ムーアが激怒し、ファンも抗議した結果、翌日に一転してCBSは打ち切りを撤回した。2024年2月16日から最終シーズンとなるシーズン7が全13話で放映されたが、その後に終了が覆されシーズン8の製作が決定し、2025年3月7日にシーズン8で打ち切りとなることが発表された。この発表は最終決定であり覆る可能性はなく、製作を手がけるソニー・ピクチャーズ・テレビジョンは、CBSにとって魅力的な条件を提示し続けてきたが今回は更新交渉が成立しなかったことと、CBSがドラマを自社制作に主軸を置くという意向のためにシリーズの終了が決まった。

## あらすじ
サウス・ロサンゼルスで警官が負傷する銃撃事件が発生し、出動要請を受けたロサンゼルス市警のSWATチーム、20-Ｄ(Twenty-D）が現場へ駆けつける。犯人は拘束したものの、隊長であるバック・スカイビー巡査部長が、無関係の黒人少年を誤射してしまう。
少年は無事一命を取り留めたものの、たちまち市民、とりわけ黒人住民からロス市警は批判の的になってしまう。事態を重く見たロス市警幹部はバックを懲戒免職にし、次の隊長として目されていたディーコン・ケイ巡査部長ではなく、サウス・ロサンゼルス市民から信頼を置かれ、黒人でもある”ホンドー”ことダニエル・ハレルソン巡査部長を新隊長として任命する。
予想外の展開でチームを任されることになったホンドーは、市民や仲間からの信頼を得る苦悩や、欠員の穴埋めにロングビーチ市警からやってきたジム・ストリート巡査の型破りな性格や教育に四苦八苦する。しかし、そんな状況下でも事件は待ってくれない。新しいSWATチームがスタートした。

## キャスト

### ロサンゼルス市警SWAT
ダニエル・“ホンドー”・ハレルソン(Daniel "Hondo" Harrelson)
演 - シェマー・ムーア、日本語吹替 - 咲野俊介
コールサインは20-David(最初期は21-David、シーズン5では一時的に27-David)。元アメリカ海兵隊の優秀な隊員で、巡査部長。黒人が多く住むサウス・ロサンゼルス生まれで地元の住民から信頼されている。バックが黒人を撃ってしまったこともあり、黒人の感情を宥めるためという理由で、次のボスと目されていたディーコンを抜いて隊長に昇進してしまう。当初は本人も戸惑うが、次第にチームリーダーとしての自覚をもつようになる。S.W.A.T.隊員としての技量は確かなもので、ヘリの不安定な足場から、小屋に人質を取って立て籠もる犯人を一発で狙撃するという、並外れた腕前の持ち主。ただその件が新聞に載ったことから仲間達から冷やかされた。熱くなりやすい性格で、特に家族のことで問題が起こったり、黒人差別に辟易としている関係から激昂することも多い。特に黒人差別については強い憤りを感じており、遠征先で白人警官に黒人という理由だけで職質され、ろくな謝罪すらされなかった時は宿泊先の備品を怒りのあまり破壊してしまった。また、S.W.A.T.の内部で差別主義者の警官がディーコンによって告発された際、委員会が適切な処分を下さなかったことに腹を立て、記者にリークして暴露記事を掲載。これが原因で降格処分になったため、シーズン5冒頭では人間関係を全て断ってメキシコで暮らしていたこともある。一方、仲間や家族は勿論、かつて自身が逮捕した人間でも前向きに更生しようとする犯罪者を常に気にかけ手を差し伸べる優しい一面を持つ。前隊長のバックから教わった「常に気を配れ、互いにカバーしろ」という教えを堅く守り、部下たちにも伝えている。上司のジェシカと密かに付き合っていたが、ジェシカに昇進の話が持ち上がったことから、お互いの立場を守るために別れる。シーズン2では副検事補のニアと付き合っていたが、腹違いの妹に性的暴行を加えようとした男性を脅したと明かしたことから気持ちが離れ、短期間で別れることになる。その後にボランティア活動を続けているニシェルと交際を開始。一度は別れるもののよりを戻し、やがて子供を作る仲にまで発展する。
ジム・ストリート(Jim Street)（S1 - S6）
演 - アレックス・ラッセル、日本語吹替 - 相葉裕樹
コールサインは26-David。バックの推薦でロングビーチ市警察から引き抜かれて、チームに加わった巡査。自信過剰で向こう見ずな性格で、出勤初日に遅刻をしそうになりバイクを猛スピードで運転しパトカーに追われる、覆面車をレーサー顔負けで運転するなどホンドーやチームメイトたちをハラハラさせる。昔はやんちゃで違法すれすれのビジネスを行っている知り合いや情報屋が多くいる。虐待していた父親を射殺した母カレンに恩義があり、彼女を思うあまりその術中にハマってしまい、シーズン1第22話で規律違反を犯し一旦チームを追われ制服組に戻る。しかしこのことで改めてS.W.A.T.チームへの思いを再認識したことで、S.W.A.T.アカデミーからやり直す。一度は落選するも市から予算が付いたこともあり補欠合格で復帰することになる。兄弟同然の親友や実母の死など身内の不幸が多い。クリスに気があるが、彼女の「同僚とは付き合わない」というポリシーを尊重して、親友以上恋人未満という関係を続けており、一時期はヒックスの娘とも交際していたが、長続きしなかった。シーズン5ではクリスとの関係も破綻しかけるが、彼女がS.W.A.T.を退職することから正式に交際することになった。シーズン7では20-D分隊を抜け元鞘であるロングビーチ市警のSWATへと移り30-Cチームのリーダーとなっているためゲスト出演に留まっている。メンバーの中で唯一左利きだがこれは演じたアレックス・ラッセルが左利きであったため。
デヴィッド・“ディーコン”・ケイ(David "Deacon" Kay)
演 - ジェイ・ハリントン、日本語吹替 - 加藤和樹
コールサインは30-David。チームメイトから信頼を寄せられているベテラン隊員で、チームのサブリーダー。巡査部長。ホンドーとは違い、冷静沈着な性格で状況判断に優れていることや、キャリアからいって次期チームリーダーと目されていたが、ホンドーにその座を奪われる。最初は失望を隠せず、割り切ってからも心にしこりを残しており、時折ホンドー自身にも面と向かってぶつけることもあった。が、次第に事実を受け止めホンドーの良き相談相手となり、彼をリーダーとして認めて支えていくようになる。妻のアニーと4人の子どもがおり、良き父親で愛妻家でもある。しかし妻が病気で死の淵を彷徨う、4人目の子供が生まれて間もなく、市から予算削減を理由に残業が禁止となったため経済的に追い詰められて借金苦だった時期があるなど不幸な展開も多い。そのため精神的にも参っていたが、ホンドー達が事情を聞きつけて事なきを得る。シーズン2ではマムフォードの退職に伴い念願の別チームの隊長昇任の話が舞い込むも、その頃は先の資金難による気の迷いで、ある事件で発生した廃棄ドルをくすねかけたことから、自身がリーダーにふさわしいか疑問に感じて固辞。20-Dチームに残る。シーズン4でホンドーが降格になった際にもリーダー昇格の話が舞い込んだが、その時はディーコンの告発により判明した差別警官を上層部が揉み消そうとしたのを知り、ホンドーが世間に暴露し彼だけが割りを食って降格させられたため、ホンドーへの義理立てからこれも固辞した。真面目な性格で規律を遵守するため、臨機応変に考えを見直すべきとするクリスと一時期は対立したこともあるが、この時に遭遇した事件でクリスの考えも受け入れた。敬虔なクリスチャンでもあり、服役囚のために出向いていることもある。また、家族を養うために副業で民間警備の仕事も請け負っている。
ドミニク・ルカ(Dominique Luca)（S1 - S7）
演 - ケニー・ジョンソン、日本語吹替 - 西村太佑
コールサインは22-David。祖父、父と三代続けてSWAT隊員という筋金入りのベテラン隊員の巡査。新隊員選抜の検定員も兼ねている。ロサンゼルス市警察の腕相撲チャンピオンで、自信過剰の新入りストリートを簡単に倒した。チームが使っている装甲車の運転担当。幼少期に失語症を患っており市警の見学に来た失語症の少女に優しく手を差し伸べたり、韓国語を少し話せるなど意外な一面も見せる。明るいムードメーカー的な存在で、子供など弱い立場の人間に優しいが、レイシストや不義理な行為を強く嫌う。S.W.A.T.の創設期に在籍していた大先輩の祖父が、ホンドーのチームリーダー就任を人種を理由に批難したことに腹を立て対立し、険悪なムードで死に別れたこととなり悩んだこともあった。銃乱射事件を起こしたかつての犯人に事情を聞きに行った際は、彼が生徒を射殺したこともあり、その言動に強い苛立ちを覚えていたこともある。また、S.W.A.T.に対しての思い入れは深く、一度S.W.A.T.として入隊したのにも関わずそのチャンスを棒に振ったストリートに辛く当たっていたことがあるなど、感情移入が激しい。シーズン2で住んでいた家がとある事情で使用不可になってしまい、コルテス警部が土地開発省と合同で進めていたプログラムに応募し、地域の治安安定と引き換えに格安で販売されていた家を購入した。購入するまでの間、家が無いルカを住まわせてくれていたストリートがこのタイミングで母親との対立で家を失ったため、恩を返す意味合いで新居に招いている。また、この新居はS.W.A.T.のメンバーが気晴らしの場に使えるようにと提供できるよう整えている。演じているケニーが、本ドラマの撮影中腰に怪我を負ったことから、本作でもルカが腰に大きな怪我をしたという設定になり、現場を離れて後方支援に付いたり、長期療養に入ったり、ドイツへ研修へ行くなど長らく出演のない時期があったが、シーズン4から本格的に復帰する。自身は現場第一としているが、ヒックスからは現場の指揮を任されることもある。奔放で大柄な弟がおり、彼との関係に悩んでいるが、なんだかんだで仲はいい。負傷中、副業として投資を募って屋台を経営するようになった。シーズン7の銃撃戦で重傷を負い、命こそ助かるが両手が不自由となり、S.W.A.T.としての役目を果たせなくなったとして退職。引退する。警察製作当初はドミニク・ルカではなく2003年の映画でジェレミー・レナーが演じた役と同名のブライアン・ギャンブルになる予定だった。
クリスティーナ・“クリス”・アロンゾ(Christina "Chris" Alonso)（S1 - S5）
演 - リナ・エスコ、日本語吹替 - 種市桃子
コールサインは24-David。チームの紅一点である巡査。屈強なチームメイトの中では小柄だが、単身で犯人を拘束したり実地訓練でも好成績を出すなど、チームメイトに決して引けを取らない実力の持ち主。元は警察犬担当で、ある事件をきっかけにヒックス警視やバックと知り合いSWATに入隊した。女性蔑視を酷く嫌い、さらに自身がレイプされた経験もあって男性に対する対抗心が強く、女性だからと甘く見られたり男性が贔屓されるようなことを嫌悪する。よって甘く見られないように第一線を張ることも恐れない行動力を持ち、おかげで第1シリーズの終盤で犯人が浴びせたVXガスを浴びて死にかけたこともあるが、駆けつけた仲間により事なきを得る。チームを追われパトロール警官に戻ったストリートを気にかけ、再びチームに戻れるように支えたり、先の心情からSWAT入りを目指す女性隊員を応援するなど気配りに優れている。かつて警官の彼氏が居たが、彼に裏切られて以来は同僚とは付き合わないというポリシーがあり、ストリートの口説きには靡かなかった。ただし内心惹かれており、他に交際相手がいる中、勢いでキスしてしまったこともある。バイセクシャルであり、女性と交際していたことある。が、ある時恋人のキラがタイという男性と婚約関係にあったことが発覚し、その流れで二人から実質的な重婚として3人暮らしを提案され、承認していた。が、ディーコンには遠回しに懸念を抱かれており、実際クリスがタイを愛せなかったうえ、バランスの崩壊した関係性を正そうとするクリスの提案をキラが裏切ったこともあり破綻する。後にS.W.A.T.アカデミーあがりのエリカと同居することになるが、彼女の死により長い間荒れることになる。シーズン5でやむを得ない事情で不法移民してきた女性を匿っていた女性・ママピナと親しくなり、彼女の仕事を手伝うことになる。が、ママピナが余命宣告され、後事を託されたことから彼女の後を引き継ぐためS.W.A.T.を退職。それと同時に長年曖昧な関係になっていたストリートの好意を受け入れ恋人関係になる。製作当初は姓がアロンソではなく2003年の映画でミシェル・ロドリゲスが演じた役と同名のサンチェスになる予定だった。また、サンチェスという姓はシーズン5に登場する下記の別のキャラクターに使用された。
ヴィクター・タン(Victor Tan)
演 - デヴィッド・リム、日本語吹替 - 手塚ヒロミチ
コールサインは25-David。3年前にハリウッド地区の麻薬課から転属になった中国系アジア人のSWAT隊員で巡査。麻薬課勤務時代に培った情報提供者とのコネを活かして現在の捜査にも役立てている。ストリートと行動をよく共にしており、兄貴分としてよくストリートをからかっている。ルカが不在の時に装甲車を運転したことがあるが、ルカよりも運転は苦手らしい。ボニーという女性と付き合い始め、やがて結婚に至るものの、一度出来た子供が流産するという憂き目に合った上、シーズン6では浮気されたことが原因で離婚してしまった。ホンドー程ではないが何かと差別的な被害に合いやすく、中国系ということもあって母がコロナ禍で理不尽な暴行を受けた際は怒って犯人を追い詰めようとしたこともある。シーズン4ではよく撃たれることをぼやいたり、結婚届を出そうとした日に大きな仕事が入るなど、いまいち運が巡ってこないことも多い。ルカとはよく朝からサーフィンに行くなど仲がいい。製作当初は存在しなかった人物であり、オーディションを複数回受けていたデヴィッド・リムを気に入った製作陣によって新たに作られた役である。
ジェシカ・コルテス(Jessica Cortez)（S1 - S2）
演 - ステファニー・シグマン、日本語吹替 - 本田貴子
ヒックス警視のもとでSWATチームに指令を出す直属の上司。メキシコ移民ながらも若くして警部に出世したキャリアウーマンで、時に非情な決断も下す。シーズン1で勧告されたルールにより職場恋愛が事実上の禁止となっているが、ホンドーとは密かに交際していた。上司と部下との恋愛は公表すべきだと理解しつつ、2人の関係が公になるとどちらかが辞めねばならなくなるため思い悩んだ末、双方の立場を守るために苦渋の決断で別れた。元はFBIで麻薬捜査を担当しており、麻薬がらみや移民が絡んでいる事件には、時々自らも現場に出動する。シーズン2のラストで古巣のFBIで久々に潜入捜査をしたことで現場に出ることの充足感を思い出し、FBIからの復帰の打診を受諾。新たな任務に付くためSWATでの昇進を蹴ったうえでチームを離れた。
ジェフ・マムフォード(Jeff Mumford)（S1 - S2）
演 - ピーター・オノラティ、日本語吹替 - 白熊寛嗣
ロサンゼルス市警察のもうひとつのチーム50-D（Fifty-D）のリーダーで、S.W.A.T.の大ベテランである巡査部長。皮肉屋な性格で、ホンドー率いる20-Dチームを何かとライバル視しており、ことあるごとに張り合っている。本人は本気で対立しているわけではなく純粋にからかい合いを楽しんでいるだけに過ぎないが、しばしばやり込められる。昔気質で厳しいがリーダーとしての資質は確かで部下の信頼も厚く、20-Dチームの面々もライバル視しつつもマムフォードのことはよく慕っている。15年の間に2度離婚を経験しているが、3度目でようやくいい相手を見つけて再婚し、円満な生活を送るようになる。シーズン2のある事件に出動した際、頭部に被弾してしまったことから自身の限界を察し、留意されながらもSWATから引退することを決意。本人はひっそりと退職しようとしていたが、S.W.A.T.全体で大々的な送別の催しが行われることとなった。後にヒックスとやり残した事件に関わった際、新しいことを常に楽しんでいる妻に対して、自分はいかんせん生き甲斐がなくなったことを明かしたことで、ヒックスからS.W.A.T.の新人研修を任されており、たまにS.W.A.T.本部へ顔を出しているようである。
ロバート・ヒックス(Robert Hicks)
演 -パトリック・セント・エスプリト、日本語吹替 - 上田燿司
ロサンゼルス市警特殊作戦局の上級官である警視。SWATの責任者。コルテス警部と共に作戦を立案しチームを指揮する。叩き上げの警官であり、ホンドーやコルテスも彼の指導を受けていたという。当初は保身的な対応が目立ち、バックが黒人少年を誤射し免職された際は市警への批判を鎮める策として、独断でバックの後釜をディーコンではなく黒人のホンドーを隊長にした。よってコルテス以上に非情な判断を行うこともあり、当初はほとぼりが冷めたらホンドーをリーダーから降ろして序列通りディーコンにしようとしていた。しかし、時間が経つにつれてホンドーの仕事ぶりから彼を信頼するようになる。序盤は一見すると白人主義者のような冷徹な人物のように描かれた部分もあったが、そういった思想に縛られていたわけではなく、メキシコ移民のコルテスを育て上げて警部補に据えるなど、実力さえあれば人種等は問わない。実際部下の身を常に案じており、コルテスの警察改革案を見た際は彼女が敵を作ることを心配して忠告。また、ホンドーとは序盤こそ対立していたが、彼から「面子ばかりで部下のことをなんとも思っていない」と批判をされた際は面と向かって激怒し、ホンドーがバックのクビに対して抱いていた不信にはっきり解答したうえで叱責した。以降も部下の身が危うい際は許可しない姿勢を取ったり、司令塔でありながら人質の身代わりになったりと、S.W.A.T.の組織が危うくなり部下達の立場が悪くなることを想定し、時には冷徹な決断を下している。そういった厳しくも真摯な気持ちはホンドーにも徐々に伝わり、ヒックスの友人が被害に合った際、警察が被害者に事件解決の確約をするのはご法度なのにもかかわらずそう断言されたうえで慮られた。また、市から責任を問われてヒックスが身を切ろうとした際は、ホンドーが割って入って「一緒に辞める」と言い切るなど信頼されるようになる。引責辞任から救われた恩義から、ホンドーがチームリーダー降格後、再度復帰のチャンスが巡ってきた際はそれに報いるため、上に反発してまで彼を再度リーダーに据えた。妻のバーバラとは死別している。子供にはとても厳しかったこともあり、同性愛者の息子との関係が悪化し、彼が薬物中毒者に堕落してしまう遠因となった。それとは反対に関係が良好で気立ての良い娘のモリーがおり、一時期ストリートと付き合っていたため、娘を大事にするよう釘を差したことがある。
パイパー・リンチ(Piper Lynch)
演 - エイミー・ファリントン、日本語吹替 - 塩田朋子
ロサンゼルス市長室付きの警察官で、警部補。FBIに移ったコルテスの部屋を代わりに利用しているが立場としては別物で、厳密には後任ではない。シーズン3の1話まではハリウッド署に属しており以前ヴィクター・タンの上司だった。「市長の意向を伝えてその通りにする」のがリンチの役目であり、SWATのメンバーとは険悪の関係であった。徐々に関係は良化していくが、それでも基本的には体制側のためホンドーとの折り合いは微妙であり、彼がチームリーダーを降りた後はほとんど登場しなくなる。警官としての腕前は勿論、あらゆるコネクションにも長けており、それを利用して一目では無謀とも思える作戦を立てたり、上層部や他の機関を相手に無理な要請を承諾させることも。
ウィリアム・“バック”・スパイビー
演 - ルイス・フェレイラ、日本語吹替 - 遠藤純一
ホンドーの前のリーダーで、彼等にS.W.A.T.の基礎を教えた人物。巡査部長。面倒見の良い性格で、夫を誅殺した母に利用され加担し、荒みかけていたストリートを救ったのも彼であり、特に二人からは慕われている。しかしS1第一話で犯人追走中に民間人であるレイモントを誤射。懲戒免職という形でS.W.A.T.を抜け、代わりにストリートを推薦する。ホンドーはこれに納得していなかったが、懲戒免職の処分はバック自らがヒックスにした進言の結果であり、既にS.W.A.T.隊員として限界を感じていたことを明かす。その後は長らく腐っていたが、警備会社の立ち上げに加担する。しかし誤射の過去が付きまとってあまり当てにはされておらず、シーズン3ではこのことが精神的にバックを追い詰め、彼に自殺願望を抱かせることになる。自殺まであと一歩というところまで追い詰められたが、20-Dチームの必死の説得を受けて思い留まる。この回は自殺志願者に思い留まるよう啓蒙するためのエピソードでもあった。以降はカウンセリングを受けながら少しずつ回復しているようであるが、シーズン3以降は名前以外は登場しなくなる。シーズン7で久々に登場する。
ドノヴァン・ロッカー
演 - ルイス・フェリーニョ・ジュニア、日本語吹替 -
マムフォードの部下で、50-Dチームのサブリーダー。巡査。マムフォードのことを非常に良く慕っており、彼からの信頼も厚く、後にマムフォードの後任としてリーダーへと昇格する。マムフォード以上に20-Dチームをライバル視しており、キツイいびりなどをすることもあるが、根は悪い人間ではない。コルテスの提案により警察官の身の安全が脅かされると危惧したロッカーの妻が、密かに彼女に脅迫行為を行った際は酷く後悔し、話し合いの場を設けつつコルテスの計らいでその件が穏便に済んだことを心から感謝していた。20-Dチームが一時解散となったときはタンに雑用を任せる嫌がらせこそしたが、彼の能力を買って50-Dチームへの転属を強く望んでいた。
エリカ・ロジャース
演 - リンディ・グリーンウッド、日本語吹替 -
シーズン1から登場しているS.W.A.T.の候補生で、クリスがずっと目にかけていた女性警官。クリスに助力を乞うていたが、女性故に贔屓しているのではと見られるのを嫌ったクリスから少し距離を置かれていた。テストに合格し、クリスの後援もあり並み居る男性を押しのけてクリスに次ぐ女性隊員として入隊し、クリスと同居するまでに仲良くなる。しばらくは補欠要員として参加していたが、しばしば20-Dチームに参加するようになる。しかし白人至上主義者をアジトで追い詰めたところ、犯人の乱射した弾を受け、エリカ自身が被弾に気づくのが遅れたことから死亡する。エリカの死はクリスの生活を長い間荒れさせたが、S.W.A.T.の本部内に彼女の功績を称えるモニュメントが製作され、ようやく吹っ切れるようになる。
ノラ・ファウラー
演 - ノーマ・クーリング、日本語吹替 -
エリカの死などに影響を受けて新設された戦術的緊急医療支援官。元アメリカ陸軍の衛生兵。後方支援を担当しており、ホンドーのチームの支援に付いていた。しかし、エリカの死のショックから立ち直れていないチームに補充要員のような存在は早すぎるとして、ホンドーは敬遠していた。しかし現場で何度も負傷した被害者を救っていったことから仲間として認められていく。
ロドリゴ・サンチェス
演 - デイビット・デサントス、日本語吹替 - 桐本拓哉
ホンドー、ディーコン、ルカらと旧知の仲にある元S.W.A.T.隊員。ホンドーがチームリーダーから降格になって復帰した際、後任として数年ぶりに出戻りしてくる。しかしその真意は上の命令でS.W.A.T.に復帰したホンドーを辞めさせ、その見返りに良い地位に付くことにあり、事あるごとに彼へ命令違反や不服従を指摘して上へ報告しようとする。しかし警護時代にあったテロ事件において手柄を自分のものとしてS.W.A.T.内で吹いて回っていたことが発覚。栄転後の立場が危うくなると釘を刺され、ディーコンからより良い警護の仕事を斡旋してもらう見返りに退職する。利己主義な考え方からルカには酷く嫌われているが、S.W.A.T.隊員としての腕は確か。また、ホンドーを追い詰めようとしている反面、彼を一人の人間として好いてはいると公言しており、実際退職時は「おとなしくしていろと言いたいが、お前は聞かないか」と諦め混じりの忠告を別れの言葉としていた。後に転職先で起こった事件でS.W.A.T.と関わること。その後は独立して新たに警備会社を起業した後、紆余曲折を経てディーコンの会社と経営統合することとなった。
ゾーイ・パウエル
演 - アンナ・エンガー・リッチ、日本語吹替 - 渡辺ゆかり
コールサインは28-David。シーズン5にてS.W.A.T.アカデミーの候補生として登場。その後シーズン6にて正式にS.W.A.T.隊員として採用されクリスの後任として20チームの隊員となる。アカデミー時点で待機命令を従わずに単独で人命救助を優先したり、20チームの交流を断ったりと一匹狼ぶりが目立っていた。過去の自分と重ねていたストリートを嫌がっていたが接し方を変えたことで徐々に絆が深まっていった。実力も十分でロッカーから50チームに移籍する話も出ていたが断っている。15歳の頃にトーマスという子を産んでおり探すべきかを悩んでいたが、ディーコンの計らいもあって会うことを決意した。
アレクシス・カブレラ
演 - ブリジット・カリ・カナレス、日本語吹替 - 島形麻衣奈
コールサインは54-David。シーズン5にてS.W.A.T.アカデミーの候補生として登場。その後シーズン6にて正式にS.W.A.T.隊員として採用され、補欠要因として20チームに参加することも多い。
ミゲル・アルファロ
演 - ニコ・ぺパイ、日本語吹替 - 新祐樹
コールサインは56-David(シーズン7から27-David)。ロングビーチ市警から異動してきたS.W.A.T.隊員。出身が同じストリートとはロングビーチ時代に激しいライバル関係で互いに不正を告発しあったりと非常に険悪な仲だったが、ホンドーに対立するのではなく協力するように言われ和解した。

### S.W.A.T.メンバーの関係者
ウェンディ・ヒューズ
演 - キャシー・カーリン・ライアン、日本語吹替 -
S.W.A.T.の精神面のケアや精神状態の検査を担当する心理学者。弱音を吐けないS.W.A.T.隊員達を促すことが多い。本音を引き出すことに長けていて、カウンセリングを強く拒んでいたディーコンをも口説き落として本当の気持ちを吐き出させ、以降定期的にカウンセリングを受けるようにさせたほど。
ダリル・ヘンダーソン
演 - デシャエ・フロスト、日本語吹替 - 西凜太朗
ホンドーの親友であるリロイの息子。ダリルという名前の由来はこの世を去った二人の親友の名前から取っている。ギャングの息子ということで非常に荒れており、当初はホンドーの言うことに聞く耳を持たなかった。一度は救われたが事件を起こして服役。その後刑務所内で刺されて重傷を負ったこともあり、ホンドーが身元引受人になって引き取ることになる。何かと非行時代の過ちがついて回っていたが、ホンドーの母の協力もあって会心。以降は白い目で見られながらも真面目に更生し、学校に通いつつ自立する。実父リロイに対しては当初複雑な感情を抱いていたが和解。その後はホンドーとリロイの対立の板挟みになるが、どちらにも感謝していたダリルはどっちに付く気もないことをはっきり表明し、二人が親友関係に戻るきっかけを作る。かつて一夜の過ちで作ってしまった子供がおり、父親になろうと奮闘するが、相手方の父親にはその前科もあって一切認められていない。
リロイ・ヘンダーソン
演 - マイケル・ビーチ、日本語吹替 - 志村知幸
ホンドーの幼い頃からの親友で、ギャング集団のボス。シーズン3までは服役していたが、後に仮釈放される。刑務所の中からでも外に顔が利くほどの影響力を持つ大物。悪の道に進もうとするダリルをなんとか留めて欲しいとホンドーに願い出るが、当初は先述したダリルが荒れていたこともあり、自分の血のせいで真っ当な道を歩めないのではないかと落胆していた。しかし愛情は本物であり、ダリルが銃撃された時は報復のために部下へ根回しして銃撃犯を探し出そうとしていた。しかしこれはホンドーの忠告や制止を無視したものであり、それが祟って仮釈放の際はホンドーから「更生していないのでは」と怪しまれ、仮釈放の推薦を拒否されてしまう。このすれ違いとダリルへの思いからホンドーとは長い間対立するようになる。その最中にダリルの提案から息子とともに自動車整備工場を経営するようになる。この際、経営資金を捻出するためにアパートを引き払って狭い工場内で寝泊まりしていたことを知り、ホンドーはリロイの息子への思いを見くびっていたことを謝罪していた。後にダリルの仲介もあって少しずつだが絆を修復していく。現在は更生しているが未だギャング社会で顔が利き、その権力でホンドーに協力することもある。
ダニエル・ハレルソン・シニア
演 - オバ・ババトゥンデ、日本語吹替 - 宝亀克寿
ホンドーの父。一時期は家族を捨てて別の女性と付き合い、家庭を持っていた。このためホンドー側の家族との折り合いは非常に悪い。自分勝手かつ頑固な性格で、よく周囲を振り回す。黒人差別に対する憤りはホンドー以上に強く、それがホンドーの考え方にも影響を与えているが、彼の場合は白人自体をあまり信用していない。年老いたことでかつての家族を捨てた過ちを認めて後悔するようになり、元妻のシャリースや娘のウィニーとの仲を取り戻そうとして、元妻の家に入り浸るようになる。やがて癌が発覚するなどして元の家族からの同情を受け、反省の意図を汲んだこともあって元の家族との関係も取り戻していく。ホンドーとの口喧嘩が絶えなかったが、再会して触れ合っていくことでホンドーも父との関係を見つめ直すようになる。
シャリス・ハレルソン
演 - デビー・アレン、日本語吹替 - 小宮和枝
ホンドーの母。夫に捨てられたことで彼を憎む一方、娘のウィニーや息子のホンドーへの愛情は深い。ダリルを引き取る際もホンドーに全面的に賛成し、協力していた。しかし後にダニエルシニアが帰ってきた際は自分の家なのにもかかわらず彼と滞在時間をずらすほどに避けていた。が、ダニエルシニアが癌を患っていたこと、真摯に反省していることを受けて少しずつ態度を軟化させ、よりを戻そうという話にまで至った。
ウィニー・ハレルソン
演 - エイプリル・パーカー・ジョーンズ、日本語吹替 -
ホンドーの実姉。母以上に父のことを毛嫌いしており、ホンドーが癌の手術を受ける父に一目会って欲しいとなった際は全面的に拒絶。しかし結局は父の境遇を哀れんで再会、以降は少しずつながら距離を詰めていく。博物館で働いていた際には人質として事件の被害者となり、犯人と揉み合いになって殺害されかけたこともある。
ブリアナ・ハレルソン
演 - ガブリエル・デニス、日本語吹替 -
ホンドーの腹違いの妹。父を説得するためホンドーを呼ぶなど、腹違いながら兄妹関係は良好。デートドラッグを盛られた際もホンドーはすぐに駆けつけ、相手の男を脅して下がらせたこともあるほど。
ニア・ウェルズ
演 - ニキワ・ディオンヌ、日本語吹替 -
シーズン2におけるホンドーの恋人で、副地方検事。大胆な性格で、離婚調停中の夫がいるのにもかかわらずホンドーと関係を持っていた。しかし夫に知られることとなり、ホンドーに火の粉が飛んできたこともあった。黒人差別に憤り、ホテルの備品を破壊したホンドーの弁償代金を肩代わりしたこともある。一見おおらかに見えて法に対しては誠実であり、ホンドーがブリアナをレイプしかけた男を脅したと聞いたことで対立、距離を置くこととなる。その後、ホンドーがニシェルと付き合い始めた際に偶然遭遇。よりを戻そうとするがニシェルの存在を見て断念している。
ニシェル・カーマイケル
演 - ロシェル・エイツ、日本語吹替 - 清水じゅん
シーズン3からのホンドーの恋人にして、後の妻。コミュニティセンターを運営している女性。ホンドーが犯人追跡中、巻き添えを食らった男性を助けようとした際、偶然近くにいて手伝ってもらったことで交際が始まる。良い関係を気付いていたが、ホンドーの意固地な考え方と一時はそりが合わず別れていたが、諦めきれなかったホンドーがしばしば顔を出しているうちにやがて復縁。その後は養子を貰おうとするも、養子縁組を結ぶはずだった母親が生まれた子供に愛着を持ったことから破談。子供を持つことを諦めていたが、ホンドーに「子供を作ろう」と励まされたことで持ち直す。後に本当に妊娠し、子供を出産する。
アニー・ケイ
演 - ブレ・ブレア、日本語吹替 - 大津愛理
ディーコンの愛妻で、3人の子持ち。シーズン1でもう1人を妊娠するが、脳腫瘍により生死の境を彷徨い、長らくディーコンを不安にさせた。しかしある時、マイケル・フランクから名医を紹介されて快復し、リハビリの後は普通の生活を取り戻している。チームでは相談役をなっているディーコンが弱みを打ち明けられる数少ない人物だが、夫が危険な仕事をしていることについては割り切りつつ、その身を強く案じでいる。
カレン・ストリート
演 - シェリリン・フェン、日本語吹替 - 堀越真己
夫を銃殺して服役していたジム・ストリートの母親。長年暴力を振るわれていた夫から逃れるため、ジムに夫をおびき寄せるよう仕向けたうえで、無防備な夫を射殺した。相手を騙すのが上手く、暴力的な父親から息子を救ったとして、その恩義を理由にジムを利用しようとしていた。しかし彼女の言うことには虚構も多く織り交ぜられており、それに気付いたホンドーより釘を差された。後に仮釈放となり息子と同居するが、その後も息子を翻弄し続け、彼が一時期S.W.A.T.から離脱するキッカケを作った。さらに同居中にドラッグをやっていることが判明して息子にも愛想を尽かれてしまい、後に別の家で薬物中毒担っているところを発見されて再収監される。薬物の過剰摂取が原因で入院した際も、息子からの臓器提供を受けて回復するも、結局再度薬物に手を染め、息子に看取られることもなく逝去した。
テリー・ルカ
演 - ライアン・ハースト、日本語吹替 - 武田太一
ルカの弟で、彼よりも大柄。しかしS.W.A.T.である兄とは違い奔放な生活をしている。一時期はスクープカメラマンとして活動しており、S.W.A.T.にも情報提供したことがあるが、すぐに辞めてしまった。チャランポランなため兄をよく心配させ、テリーもそれに反発してしばしば喧嘩になることも。しかし、兄が家族の伝統を守ってS.W.A.T.になってくれたおかげで自分が自由な人生を歩めている、ということには大きな感謝をしている。
ボニー・ロンズテール
演 - カリサ・リー・ステープルズ、日本語吹替 -
タンの恋人で、後に結婚を果たす。明るい性格で、タンの仕事の危険さを目の当たりにしながらも惹かれていく。しかし奔放な面も目立ち、うっかりドラッグ入りのキャンディを部屋に放置してタンがそれを食べてしまい、謹慎処分を受けかけたことがある。（実際は成分が極少量だったため人体への被害がほぼなく、お咎めなしとなった）結婚して順風満帆な生活を送っていたが、タンが近所の中国人と親しげに話すなど言葉の壁を感じたりしていたためか心が離れたのか、タンを裏切って浮気に走る。これに怒ったタンに追い出された後、話し合いの末離婚することとなる。
マイケル・プランク
演 - ピーター・ファシネリ、日本語吹替 - 武藤正史
警察委員会の委員長。警察と市民関係の悪化を懸念していたことから、コルテスの改革案を聞いて支援していた。ディーコンの妻アニーが危篤に陥った際に名医を呼び寄せたり、自身がS.W.A.T.内で人質に取られた後、ホンドーらに助けられた恩を返すため彼が長期に渡って追っていた裏の顔を持つ有力者を捕まえることに協力するなどしていた。しかし裏ではカリフォルニア知事就任を企てており、それらの行動も点数稼ぎのようなものであったことが判明。信頼していたコルテスも決別を選択することになる。

## S.W.A.Tメンバーの装備
ホンドー・チームはヘッケラー＆コッホ社のHK416(10インチ)をメインにM1911（コルト・ガバメント）をキンバー社がカスタムしたキンバーカスタムTLE / RL IIをサイドアームとして装備し、ルカ・クリスとマムフォードのチームはHK MP5A3を主に使用している。プレートキャリアは主にFirstSpear製のSiege-R Optimizedの旧モデルを着用しているが、ストリートのみが現行モデルを着用している。クリスは同じFirst Spear製のSTRANDHÖGGを着用し、タンはシーズン3まで5.11製のTACTECプレートキャリアを着用していたが、シーズン4以降はクリス以外のメンバーが着用するプレートキャリアが全て現行モデルのSiege-Rに統一された。またヘルメットのOPS-CORE FAST SFもシーズン4以降はTeam Wendy EXFIL LTPに統一されている。ホルスターはSafariland製の6004ホルスターがシーズン6の中盤まで使用されていたが、ピストルにRMRサイトが搭載されると同時にU.S. Duty Gear製のホルスターに更新された。
ホンドー
【メインアーム】
HK416：10インチバレル(シーズン5まで)→HK416A5：11インチバレル(シーズン6以降)
マグプル CTRストック、マグプル PMAG、DBAL D2レーザー、SUREFIRE M600スカウトライト、Trijicon ACOGスコープ、マグプル AFGグリップ、 TTIベースパッド(シーズン3以降)、L3 NGAL(シーズン6以降)
【サイドアーム】
キンバーカスタムTLE / RL II(シーズン3まで)→TTI STI2011(シーズン4以降)
SUREFIRE X300U-B、Trijicon RMRサイト(シーズン6第15話以降)
ストリート
【メインアーム】
HK416：10インチバレル(シーズン1～3、5まで)→HK416A5：11インチバレル(シーズン4、6以降)
マグプル MOEストック、マグプル PMAG、DBAL D2レーザー、SUREFIRE M600フラッシュライト、Trijicon MROサイト、マグプル RVGグリップ、TTIベースパッド(シーズン3以降)、L3 NGAL(シーズン6以降)
【サイドアーム】
キンバーカスタムTLE / RL II(シーズン3まで)→TTI STI2011(シーズン5以降)
SUREFIRE X300U-B、Trijicon RMRサイト(シーズン6第15話以降)
ディーコン
【メインアーム】
HK416：10インチバレル(シーズン5まで)→HK416A5：11インチバレル(シーズン6以降)
マグプル CTRストック、マグプル PMAG、DBAL D2レーザー、SUREFIRE M600フラッシュライト、Trijicon MROサイト、マグプル RVGグリップ、TTIベースパッド(シーズン3以降)、L3 NGAL(シーズン6以降)
【サイドアーム】
キンバーカスタムTLE / RL II(シーズン3まで)→STI DVC 3-GUN(シーズン4)→TTI STI2011(シーズン5以降)
SUREFIRE X300U-B、Trijicon RMRサイト(シーズン6第15話以降)
タン
【メインアーム】
HK416：10インチバレル(シーズン5まで)→HK416A5：11インチバレル(シーズン6以降)
マグプル CTRストック、マグプル PMAG、DBAL D2レーザー、SUREFIRE M600フラッシュライト、EoTech 552（Trijicon SRSサイト）、マグプル RVGグリップ、TTIベースパッド(シーズン3以降)、L3 NGAL(シーズン6以降)
【サイドアーム】
キンバーカスタムTLE / RL II(シーズン3まで)→TTI STI2011(シーズン4以降)
SUREFIRE X300U-B、Trijicon RMRサイト(シーズン6第15話以降)
クリス
【メインアーム】
HK416：10インチバレル M4A1ロアレシーバー(シーズン5まで)
マグプル CTRストック、STANAGマガジン、DBAL D2レーザー、SUREFIRE M600フラッシュライト、Trijicon MROサイト、マグプル RVGグリップ、P-MAG/TTIベースパッド(シーズン3以降)
HK MP5A3 : RIS→SIG MPX:TTIカスタム Lancer Systems 8.5インチカーボンハンドガード(シーズン5)
DBAL D2レーザー、フラッシュライト、Trijicon MROサイト、マグプル AFGグリップ
Remington 700PSS(シーズン1)→Ruger Precision Rifle(シーズン2以降)
【サイドアーム】
キンバーカスタムTLE / RL II(シーズン3まで)→STI DVC 3-GUN(シーズン4)→TTI STI2011(シーズン5以降)
SUREFIRE X300U-B
ルカ
【メインアーム】
HK MP5A3 : RIS→SIG MPX:TTIカスタム Lancer Systems 8.5インチカーボンハンドガード(シーズン5以降)
DBAL D2レーザー、フラッシュライト、Trijicon MROサイト、マグプル AFGグリップ、L3 NGAL(シーズン6以降)
【サイドアーム】
キンバーカスタムTLE / RL II(シーズン3まで)→TTI STI2011(シーズン5以降)
SUREFIRE X300U-B、Trijicon RMRサイト(シーズン6第15話以降)

### その他の装備品
PACA ソフトアーマー
コルテス警部やヒックス警視といった後方勤務のメンバーが現場に出る際に着用するボディアーマー。シーズン3では負傷し後方勤務となったルカも着用していた。
Warrior360 ボディカメラ
SWAT隊員のプレートキャリア全てに備え付けられているボディカメラ。シーズン1ではカメラ映像が司令部に直接生中継されるシーンが存在する。
ブリーチングチャージ
強固な扉を吹き飛ばす為の爆薬。円形で青色に光る独特のデザインの物が劇中で使用されているが、稀に通常の爆薬型のチャージが使用される場合もある。プロップはPowerFlare社のセーフティライトにSWATイーグルのロゴを追加したものが使用されている。
M50ガスマスク
催涙ガスを使用する場合や毒物の危険性がある場合に隊員が着用するガスマスク。防護服と併用する場合もある。
AN/PVS-31
夜間や暗所での戦闘に使用する二眼の暗視ゴーグル。
360ナイトビジョンゴーグル
前方に加えて後方も視界に映る設計の新型暗視ゴーグル。シーズン3の第9話で登場し、任務での性能テストで着用していたディーコンが事前に危険を察知できたことでSWATへの納入を決定するがそれ以降の回では登場していない。
ライオットシールド
先頭の隊員が被弾リスクの高い突入を行う場合に使用する防護盾。ライトが備え付けられている。使用されているものは2つあるが片方にはスマイルマークが描かれている。回によっては前面に描かれたS.W.A.T.のロゴが一部剥がれている場合もある。シーズン2から登場。
ロングレンジアコースティックデバイス
特殊な音波を大音量で発生させ対象の聴覚を鎮圧する非殺傷兵器。使用する場合は耳栓を付ける必要がある。本体のベースにはIMI タボールAR21が使用されている。シーズン2の第6話でルカがシーズン5の第20話にてディーコンが使用している。
ペッパーボールライフル
対象の粘膜に刺激を与え、咳や鼻水を誘発させるペイント弾を使用する非殺傷兵器。同型の銃が対象の視界を遮る通常のペイント弾として使用される場合もある。シーズン2から登場。
テーザー銃
対象に電気ショックを与え、行動不能にさせるスタンガン。シーズン4まではX26が使用されていたがシーズン5ではフレアガンがベースの別モデルになっている。
コーナーショット
被弾のリスクを避けるために射手の体全体を隠した状態で撃てるように特化した銃。シーズン3でクリスがシーズン6でルカが使用している。
バレットM82
主に車両を制止する際に使用する対物ライフル。シーズンによってモデルが微妙に異なっており、シーズン2はダンプカーを止めるためにタンがM107A1を使用し、シーズン4では救急車を止めるためにホンドーがM82A1を使用、シーズン6ではテロリストに奪取されたブラック・ベティのエンジンを破壊するためにルカがM107を使用する。

## エピソード一覧

### シーズン一覧
| シーズン | シーズン | エピソード | 米国での放送日 | 米国での放送日 |
| シーズン | シーズン | エピソード | 初回           | 最終回         |
| -------- | -------- | ---------- | -------------- | -------------- |
|          | 1        | 22         | 2017年11月2日  | 2018年5月17日  |
|          | 2        | 23         | 2018年9月27日  | 2019年5月16日  |
|          | 3        | 21         | 2019年10月2日  | 2020年5月20日  |
|          | 4        | 18         | 2020年11月11日 | 2021年5月26日  |
|          | 5        | 22         | 2021年10月1日  | 2022年5月22日  |
|          | 6        | 22         | 2022年10月7日  | 2023年5月19日  |
|          | 7        | 13         | 2024年2月16日  | 2024年5月17日  |
|          | 8        | 22         | 2024年10月18日 | 2025年5月16日  |

### シーズン1 (2017年 - 2018年)
- 日本初放送日：2018年6月22日 -

| 通算 | 話数 | タイトル                 | 原題          | 監督                     | 米国放送日     | 視聴者数 (万人) |
| --- | ---- | ------------------------ | ------------- | ------------------------ | -------------- | --------------- |
| 1 | 1    | S.W.A.T. 緊急出動!       | Pilot         | ジャスティン・リン       | 2017年11月2日  | 674             |
| サウス・ロサンゼルスで起きた銃撃事件の応援要請を受けてバック率いるS.W.A.T.チームが出動する。犯人の1人を追いかけたバックは、誤って黒人少年を撃ってしまう。バックの部下ホンドーは、撃たれた少年を自ら病院に運び、少年は一命をとりとめる。翌日、S.W.A.T.チームの責任者ヒックスはバックを懲戒免職処分とし、ホンドーを新たなリーダーに任命すると記者会見で発表する。                                                |      |                          |               |                          |                |                 |
| 2 | 2    | クチーヨ                 | Cuchillo      | ビリー・ギアハート       | 2017年11月9日  | 659             |
| 裁判所に護送された4人の犯罪者が、保安官代理になりすました男の手引きで脱走した。4人の中の1人はスペイン語で「ナイフ」を意味する「クチーヨ」と呼ばれる凶悪犯で、手引きをしたのは従弟ラモンだった。ホンドーとマムフォードのチームは、競い合うながら脱走犯たちを追い詰めるが…。 |      |                          |               |                          |                |                 |
| 3 | 3    | パミリヤ                 | Pamilya       | ビリー・ギアハート       | 2017年11月16日 | 626             |
| ヘロイン取引の情報が入り、麻薬組織のアジトに踏み込んだS.W.A.Tチームは、体内にヘロインを飲み込んで閉じ込められているフィリピンからの移民を発見する。発見直後にその中の1人が泡を吹いて危篤状態に陥る。一方、ストリートは刑務所に入っている母のカレン（ シェリリン・フェン）から電話を受ける。彼女はストリートの父を殺した罪で服役していた。                                                                      |      |                          |               |                          |                |                 |
| 4 | 4    | アメリカ育ちのテロリスト | Radical       | グレッグ・ビーマン       | 2017年11月23日 | 584             |
| 爆発事件が発生し、出動要請を受けたホンドーたちは現場に駆け付ける。爆破現場はアパートの2階が吹っ飛び、マヤという女性ががれきの下敷きになったが無事救出される。発見された遺体は、爆弾を作っていたと見られるアダム・ジャレットという男子学生。現場では爆弾製造に必要な材料が大量に見つかり。アダムがジハード系のWebサイトを閲覧していたことからテロリストの可能性が高まる。                                       |      |                          |               |                          |                |                 |
| 5 | 5    | 制服を着た犯罪者         | Imposters     | ガイ・ファーランド       | 2017年11月30日 | 671             |
| 高級住宅街にあるワトソン家の豪邸にS.W.A.Tを装った4人組の強盗が侵入する。犯人が逃走した後、父親はホンドー・チームを犯人と間違えてゴルフクラブで殴りかかってきた。被害に遭ったのは、ワトソン夫妻と高校生の娘デジレー。ホンドーは彼らが何かを隠していると感じる。 |      |                          |               |                          |                |                 |
| 6 | 6    | 潜入捜査                 | Octane        | イーグル・エギルッソン   | 2017年12月7日  | 625             |
| ロングビーチ署時代に潜入捜査をしていたジムは、高級車を狙う窃盗団に偽名を使って再び潜入捜査を開始し、窃盗団の取引相手がユルゲン・リクターであることを突き止める。リクターはスピリチュアル系でカルトを信奉する男だったが、ジムは、死んだ母と交信していると嘘を言って信用させて、取引をまとめる。ジムはホンドーたちが待機する取引場所に向かうが、そこで別のギャングに襲われ、リクターのアジトに連れ去られてしまう |      |                          |               |                          |                |                 |
| 7 | 7    | 家族の絆                 | Homecoming    | ジョン・ショウォルター   | 2017年12月14日 | 645             |
| ホンドーの地元で銃撃事件が発生し、ギャングのメンバー3人が射殺される。一方、ホンドーは、服役中の元ギャングのボス、リロイから呼び出される。疎遠になっている息子のダリルがギャングの殺害現場を目撃したことを知ったリロイは、旧知の仲のホンドーに息子を守って欲しいと依頼する。ホンドーとディーコンがダリルに会いに行くが、ダリルは反抗的な態度をとる。                                                            |      |                          |               |                          |                |                 |
| 8 | 8    | ミラクル                 | Miracle       | ホリー・デイル           | 2017年12月21日 | 628             |
| クリスマスを前ににぎわいを見せるロス市警では、小児医療センター建設のための募金パーティー開催中に違法なバーで銃撃戦が発生したという知らせが入る。チームが休暇に入っているため、マムフォードのチームに加わったホンドーは、S.W.A.T.の仕事ぶりを自分の目でみたいと言う警察委員長のプランクに同行して、現場へ向かうのだが…。                                                                                        |      |                          |               |                          |                |                 |
| 9 | 9    | 死角                     | Blindspots    | ビリー・ギアハート       | 2018年1月4日   | 621             |
| モトクロス・バイクに乗った3人組が、合法ドラッグ店を襲う強盗事件が発生、居合わせた客2人が殺害される。かつて、似たような手口を扱ったことのあるタンは、当時の情報屋で恋人でもあったアリーに連絡をとる。一方、ホンドーは見ず知らずの男から暴行されたと訴えられ捜査から外される。 |      |                          |               |                          |                |                 |
| 10 | 10   | プリズン・パニック       | Seizure       | ラリー・テン             | 2018年1月11日  | 638             |
| 民営の刑務所で暴動が発生する。3つのギャングが3つのブロックを占拠。刑務所を訪れていた作業員たちや、カウンセリング目的で訪問していたシスターと神父たちが人質に取られ、ホンドー・チームも3組に分かれて対応に当たる。看守や受刑者たちと接触していく中で、ある事実が明らかになる。 |      |                          |               |                          |                |                 |
| 11 | 11   | コリアタウン             | K-Town        | オマール・マダ           | 2018年1月18日  | 602             |
| ギャング「ゴールデン・ボーイズ」の大ボスをあぶり出すため、ホンドーたちは、DEAと合同捜査を行い、ホンドー・チームが強盗のふりをしてコリアタウンにある麻薬密造所を襲撃、1キロあたり50万ドルもするフェンタニルを50キロ盗み出す。DEA捜査官KCは、ホンドーとは旧知の仲だった。強奪に動揺するギャングたちの電話を傍受したことで銀行の頭取エディ・リーという男が浮かび上がるが、リーの死体が発見される。                |      |                          |               |                          |                |                 |
| 12 | 12   | 化学テロ                 | Contamination | エロディ・キーン         | 2018年2月1日   | 623             |
| ホンドー・チームは、港で密輸の摘発を行い、シアン化合物を発見する。荷を受け取る予定だった2人組の男は、押収の様子を遠くから見ていたが、その場を車で立ち去る。しばらくして2人組は車のナンバー切れを理由に女性警官のドナから職務質問を受けるが、助手席の男が発砲しドナは大怪我を負ってしまう。彼女はクリスの友人で過去にS.W.A.T.の試験に落ちた経験があった。                                                       |      |                          |               |                          |                |                 |
| 13 | 13   | 高い壁                   | Fences        | アレックス・グレイヴス   | 2018年3月1日   | 532             |
| ホンドー・チームは、ギャングのトロ・オチョアを捕らえる為、移民局と協力してアパートを捜索する。ストリートは、現場から逃走した男カルロスを捕らえるが、カルロスのIDを移民局の連邦職員に渡す場面を動画に撮られてしまう。動画は拡散され、カルロスの妹がTVに出演して不当逮捕だと抗議する。一方、ホンドーはコルテスと抱き合っているところをプランクに見られてしまう。                                                 |      |                          |               |                          |                |                 |
| 14 | 14   | 死んだはずの男           | Ghosts        | ジョン・ショウォルター   | 2018年3月8日   | 557             |
| 非番のルカは公園で2年前死んだと思われていた連続殺人犯「美形キラー」らしき男を見かける。ルカは間違いなく殺人鬼だと主張し、当時救出した被害者の女優ケリを保護する。ホンドー・チームは再調査を開始し、ルカが見たものが「亡霊」ではないことを突き止める。 |      |                          |               |                          |                |                 |
| 15 | 15   | ピットクルー             | Crews         | ハネル・M・カルペッパー  | 2018年3月29日  | 526             |
| SWATとFBIのタスクフォースが捕らえようとしている強盗の情報を捜査している間、ホンドーの親友で情報提供者のクレイグが謎の死を遂げる。コルテスはタスクフォースの指揮を執るFBI捜査官デュボアの判断力に疑問を覚え、彼女が鎮痛剤依存になっているのではないかと推察し調査を始める。 |      |                          |               |                          |                |                 |
| 16 | 16   | 復讐                     | Payback       | ビリー・ギアハート       | 2018年4月5日   | 505             |
| 資産家の娘ジュリエットがボディーガードの目の前で誘拐される。元海兵隊のボディガードも彼女を守るために負傷するが、容疑者としても疑いをかけられる。ホンドー・チームが捜査を進めていく中、容疑者がボディガードと同じ民間セキュリティー会社のメンバーであることを突き止める。 |      |                          |               |                          |                |                 |
| 17 | 17   | 武器庫                   | Armory        | ロブ・J・グリーンリー    | 2018年4月12日  | 531             |
| SWATチームは家族を人質にとった元ギャングの構成員ルセロを逮捕するが、彼は一瞬の隙をついて逃走。コルテスとプランクを人質に取り、SWATの武器庫内で籠城してしまう。彼の要求は妹を見つけ、身柄を確保することだった… |      |                          |               |                          |                |                 |
| 18 | 18   | パトロール               | Patrol        | ノルベルト・バーバ       | 2018年4月19日  | 532             |
| チームは日常業務であるパトロールに励んでいた。ホンドーと妹は病気の父をLAに移住するよう説得し、クリスとマンフォードは銃乱射事件を追い、タンとストリートは盗まれた警察無線を探し、ディーコンとルカは心身に悩みを抱える子どもたちの施設見学を案内する。ルカは見学者の癇癪持ちの女の子が「失読症」であると見抜いたのだった。                                                                                       |      |                          |               |                          |                |                 |
| 19 | 19   | 情報源                   | Source        | ダグ・アーニオコスキー   | 2018年4月26日  | 522             |
| 内部告発者からの情報提供を元に様々な企業や人物の暗部を暴いているロシアの女性ジャーナリストを保護するようチームは命じられる。行動の自由を盾にチームの隙をついて、情報提供者とのコンタクトを取ろうとした彼女だったが、意図しなかった暗殺団との市街戦に巻き込まれけが人を出してしまう。捜査を進めていく中で、彼女を狙う集団がVXガスによるバイオテロを目論んでいることを突き止める。                               |      |                          |               |                          |                |                 |
| 20 | 20   | 報復                     | Vendetta      | ビリー・ギアハート       | 2018年5月3日   | 509             |
| EP11「コリアタウン」の続編。エピソードの最後に登場したジェ・キムをホンドーは元麻薬取締官のKCとともに調査を続けていた。市の職員との密会している現場をとらえ、フェンタニルの摘発で資金繰りの苦しくなったジェ・キムが、市の職員を買収し、土地の評価額を不正に上げ、銀行から2500万ドルの融資を受けたことを知る。                                                                                                   |      |                          |               |                          |                |                 |
| 21 | 21   | 山狩り                   | Hunted        | ニーナ・ロペス＝コラード | 2018年5月10日  | 554             |
| バイカー族「マークス」が対立するライバルを立て続けに襲撃する事件が発生した。ディーコンはパトロール警官時代の先輩ホーキンスを訪ねる。ホーキンスは「マークス」に潜入捜査をしていた経験があり、現在は引退して山奥に引きこもっているが、キャビンには彼の姿はなく、兵士姿の男達からホンドー・チームは突然の襲撃を受ける。                                                                                           |      |                          |               |                          |                |                 |
| 22 | 22   | ヘイトクライム           | Hoax          | ビリー・ギアハート       | 2018年5月17日  | 603             |
| 人質立てこもりの通報を受け、ホンドー・チームが現場へ急行。遅れてきたジムは、初出勤を迎えた母カレンを送りに行ったために遅れたと言い訳する。チームは家に踏み込むが、通報はイタズラだったことがわかる。だが部屋の中から爆弾の材料が見つかり、時間との戦いを強いられる。コルテズもプランクが州知事に立候補したことをテレビ放送で知る事になる。                                                                     |      |                          |               |                          |                |                 |

### シーズン2 (2018年 - 2019年)
| 通算 | 話数 | タイトル                       | 原題                   | 監督                     | 米国放送日     | 視聴者数 (万人) |
| ---- | ---- | ------------------------------ | ---------------------- | ------------------------ | -------------- | --------------- |
| 23   | 1    | 揺れる街                       | Shaky Town             | ビリー・ギアハート       | 2018年9月27日  | 470             |
| 24   | 2    | ドラム缶                       | Gasoline Drum          | ジョン・ショーウォルター | 2018年10月4日  | 521             |
| 25   | 3    | 炎上                           | Fire and Smoke         | ビリー・ギアハート       | 2018年10月11日 | 540             |
| 26   | 4    | 同胞の罪                       | Saving Face            | ビル・ロー               | 2018年10月18日 | 549             |
| 27   | 5    | SOS                            | S.O.S.                 | ラリー・テン             | 2018年10月25日 | 536             |
| 28   | 6    | ネバー・アゲイン               | Never Again            | マーク・ロスキン         | 2018年11月1日  | 522             |
| 29   | 7    | 遺産                           | Inheritance            | ロメオ・ティローン       | 2018年11月8日  | 513             |
| 30   | 8    | ティファニー・エクスペリエンス | The Tiffany Experience | ガイ・ファーランド       | 2018年11月15日 | 513             |
| 31   | 9    | 休日                           | Day Off                | レクシー・アレクサンダー | 2018年11月29日 | 520             |
| 32   | 10   | クリスマスの明暗               | 1000 Joules            | デヴィッド・ロドリゲス   | 2018年12月6日  | 534             |
| 33   | 11   | 学校                           | School                 | ビリー・ギアハート       | 2019年1月3日   | 599             |
| 34   | 12   | メキシコ潜入                   | Los Huesos             | アレックス・カリムニオス | 2019年1月10日  | 591             |
| 35   | 13   | アンコール                     | Encore                 | ロブ・グリーンリー       | 2019年1月31日  | 568             |
| 36   | 14   | Bチーム                        | The B-Team             | マヤ・ヴルヴィロ         | 2019年2月7日   | 496             |
| 37   | 15   | 腐敗                           | Fallen                 | ガイ・ファーランド       | 2019年2月14日  | 559             |
| 38   | 16   | プライド                       | Pride                  | ニーナ・ロペス＝コラード | 2019年2月21日  | 547             |
| 39   | 17   | カージャック                   | Jack                   | デニス・スミス           | 2019年3月7日   | 558             |
| 40   | 18   | 誘惑                           | Cash Flow              | ビリー・ギアハート       | 2019年4月4日   | 473             |
| 41   | 19   | 地元の絆                       | Invisible              | ジョン・ターレスキー     | 2019年4月18日  | 509             |
| 42   | 20   | ロケット燃料                   | Rocket Fuel            | ローラ・ベルシー         | 2019年4月25日  | 501             |
| 43   | 21   | 暗鬱な日                       | Day of Dread           | アルリック・ライリー     | 2019年5月2日   | 500             |
| 44   | 22   | 絶望の果てに                   | Trigger Creep          | オズ・スコット           | 2019年5月9日   | 502             |
| 45   | 23   | 人民裁判                       | Kangaroo               | ビリー・ギアハート       | 2019年5月16日  | 575             |

### シーズン3 (2019年 - 2020年)
| 通算 | 話数 | タイトル       | 原題              | 監督                       | 米国放送日     | 視聴者数 (万人) |
| ---- | ---- | -------------- | ----------------- | -------------------------- | -------------- | --------------- |
| 46   | 1    | 空からの脅威   | Fire in the Sky   | ビリー・ギアハート         | 2019年10月2日  | 403             |
| 47   | 2    | 妄信           | Bad Faith         | マーク・ロスキン           | 2019年10月9日  | 373             |
| 48   | 3    | 偽札           | Funny Money       | アルリック・ライリー       | 2019年10月16日 | 356             |
| 49   | 4    | 免責           | Immunity          | ジャン・ターナー           | 2019年10月23日 | 376             |
| 50   | 5    | ロングビーチ   | The LBC           | リン・オーディング         | 2019年10月30日 | 343             |
| 51   | 6    | フリーダム     | Kingdom           | デヴィッド・ロドリゲス     | 2019年11月6日  | 384             |
| 52   | 7    | サーキット     | Track             | バタン・シルバ             | 2019年11月13日 | 309             |
| 53   | 8    | 身代わり       | Lion's Den        | ビリー・ギアハート         | 2019年11月20日 | 376             |
| 54   | 9    | 人身売買       | Sea Legs          | グレッグ・ビーマン         | 2019年11月27日 | 523             |
| 55   | 10   | モンスター     | Monster           | ガイ・ファーランド         | 2019年12月11日 | 481             |
| 56   | 11   | バッド・コップ | Bad Cop           | ベン・ヘルナンデス・ブレイ | 2020年1月15日  | 366             |
| 57   | 12   | グッド・コップ | Good Cop          | ガイ・ファーランド         | 2020年1月22日  | 339             |
| 58   | 13   | 液体らしく     | Ekitai Rashku     | ビリー・ギアハート         | 2020年1月29日  | 445             |
| 59   | 14   | 憎悪           | Animus            | ハネル・M・カルペッパー    | 2020年3月4日   | 347             |
| 60   | 15   | ノックアウト   | Knockout          | ビリー・ギアハート         | 2020年3月11日  | 419             |
| 61   | 16   | 父と息子       | Gunpowder Treason | ポール・バーナード         | 2020年3月18日  | 401             |
| 62   | 17   | ホテルLA       | Hotel L.A.        | ローラ・ベルシー           | 2020年3月25日  | 382             |
| 63   | 18   | 汚名           | Stigma            | ビリー・ギアハート         | 2020年4月8日   | 385             |
| 64   | 19   | 風紀課         | Vice              | オズ・スコット             | 2020年4月22日  | 476             |
| 65   | 20   | 賞金稼ぎ       | Wild Ones         | シェリー・ドヴォラック     | 2020年4月29日  | 503             |
| 66   | 21   | ディアブロ     | Diablo            | ダグ・アーニオコスキー     | 2020年5月20日  | 482             |

### シーズン4 (2020年 - 2021年)
| 通算 | 話数 | タイトル               | 原題                  | 監督                   | 米国放送日     | 視聴者数 (万人) |
| ---- | ---- | ---------------------- | --------------------- | ---------------------- | -------------- | --------------- |
| 67   | 1    | 3世代の17歳            | 3 Seventeen Year Olds | ビリー・ギアハート     | 2020年11月11日 | 275             |
| 68   | 2    | 監視                   | Stakeout              | ビリー・ギアハート     | 256            |                 |
| 69   | 3    | 非情なる組織           | The Black Hand Man    | ダグ・アーニオコスキー | 2020年11月18日 | 225             |
| 70   | 4    | 逆恨み                 | Memento Mori          | ダグ・アーニオコスキー | 2020年11月25日 | 339             |
| 71   | 5    | 砕け散った心           | Fracture              | オズ・スコット         | 2020年12月9日  | 388             |
| 72   | 6    | 偽りの神の声           | Hopeless Sinner       | シェリー・ドヴォラック | 2020年12月16日 | 406             |
| 73   | 7    | 復讐の炎               | Under Fire            | ジャン・ターナー       | 2021年1月13日  | 328             |
| 74   | 8    | 聖戦                   | Crusade               | ビリー・ギアハート     | 2021年1月27日  | 308             |
| 75   | 9    | 残された者たち         | Next of Kin           | シェリー・ドヴォラック | 2021年2月17日  | 299             |
| 76   | 10   | 執着                   | Buried                | ポール・バーナード     | 2021年3月3日   | 362             |
| 77   | 11   | ポジティブ・シンキング | Positive Thinking     | ガイ・ファーランド     | 2021年3月10日  | 284             |
| 78   | 12   | 家族の闇               | U-Turn                | ラリー・テン           | 2021年3月24日  | 371             |
| 79   | 13   | 罪深き父親たち         | Sins of the Fathers   | ガイ・ファーランド     | 2021年4月7日   | 310             |
| 80   | 14   | 報い                   | Reckoning             | マヤ・ヴィルヴィロ     | 2021年4月21日  | 306             |
| 81   | 15   | 正義の味方             | Local Heroes          | ジャン・ターナー       | 2021年5月5日   | 311             |
| 82   | 16   | 立てこもり             | Lockdown              | マヤ・ヴィルヴィロ     | 2021年5月12日  | 296             |
| 83   | 17   | それぞれの選択         | Whistleblower         | シェリー・ドヴォラック | 2021年5月19日  | 313             |
| 84   | 18   | 真実は勝つ             | Veritas Vincit        | ビリー・ギアハート     | 2021年5月26日  | 317             |

### シーズン5 (2021年 - 2022年)
| 通算 | 話数 | タイトル                     | 原題               | 監督                       | 米国放送日     | 視聴者数 (万人) |
| ---- | ---- | ---------------------------- | ------------------ | -------------------------- | -------------- | --------------- |
| 85   | 1    | さすらい                     | Vagabundo          | ビリー・ギアハート         | 2021年10月1日  | 486             |
| 86   | 2    | 夜明け                       | Madrugada          | ビリー・ギアハート         | 2021年10月8日  | 494             |
| 87   | 3    | 27D                          | 27 David           | アレックス・グレイヴス     | 2021年10月15日 | 484             |
| 88   | 4    | センチネル                   | Sentinel           | シェリー・ドヴォラック     | 2021年10月22日 | 470             |
| 89   | 5    | ウェストコースト・オフェンス | West Coast Offense | ステファニー・マルクァルト | 2021年11月5日  | 493             |
| 90   | 6    | 陰謀論                       | Crisis Actor       | シェリー・ドヴォラック     | 2021年11月12日 | 484             |
| 91   | 7    | 信じる者                     | Keep the Faith     | ジョン・ショウォルター     | 2021年12月3日  | 533             |
| 92   | 8    | 善意のシェルター             | Safe House         | アレックス・ラッセル       | 2021年12月10日 | 498             |
| 93   | 9    | サバイバル                   | Survive            | ビリー・ギアハート         | 2022年1月2日   | 377             |
| 94   | 10   | 消えたロケットランチャー     | Three Guns         | ガイ・ファーランド         | 2022年1月9日   | 373             |
| 95   | 11   | サイバー攻撃                 | Old School Cool    | ポール・バーナード         | 2022年2月27日  | 383             |
| 96   | 12   | オークション                 | Provenance         | ビリー・ギアハート         | 2022年3月6日   | 400             |
| 97   | 13   | 遺恨                         | Short Fuse         | ガイ・ファーランド         | 2022年3月13日  | 415             |
| 98   | 14   | 悪女                         | Albatross          | ジョン・ターレスキー       | 2022年3月20日  | 394             |
| 99   | 15   | ドナー                       | Donor              | リナ・エスコ               | 2022年3月27日  | 367             |
| 100  | 16   | ディープフェイク             | The Fugitive       | ビリー・ギアハート         | 2022年4月10日  | 395             |
| 101  | 17   | 連続爆破                     | Cry Foul           | オズ・スコット             | 2022年4月17日  | 404             |
| 102  | 18   | 家族                         | Family             | アルリック・ライリー       | 2022年4月24日  | 419             |
| 103  | 19   | 護送任務                     | Incoming           | オズ・スコット             | 2022年5月1日   | 388             |
| 104  | 20   | 葛藤                         | Quandary           | ステファニー・マルクァルト | 2022年5月8日   | 408             |
| 105  | 21   | 十二支                       | Zodiac             | シェリー・ドヴォラック     | 2022年5月15日  | 409             |
| 106  | 22   | 旅立ち                       | Farewell           | ビリー・ギアハート         | 2022年5月22日  | 336             |

## 日本語版スタッフ
- 翻訳 - 杉田朋子、岸田恵子、大野万紀
- 演出 - 依田孝利
- 調整 - 山本隆行
- 日本語版制作 - 東北新社

## 批評
Rotten Tomatoesによれば、シーズン1の評価は48%であり、27のレビューの平均得点は10点中4.59点である。同サイトの総評としては、「シェマー・ムーアの威厳と愛嬌を兼ね備えた演技があってもなお、S.W.A.T.は依然としてお決まりのパターンの単純かつ機械的な繰り返しに留まっている」とのことである。Metacriticにおいては、12件のレビューの加重平均で100点満点中45点である。